# Kampfgeschwader 154
Le Kampfgeschwader 154 Boelcke (KG 154) (154e escadron de bombardiers) est une unité de bombardiers de la Luftwaffe pendant la Seconde Guerre mondiale. 

## Opérations
Le KG 154 a mis en œuvre des bombardiers Junkers Ju 52, Dornier Do 11 et Do 23 et Heinkel He 111.

## Organisation

### Stab. Gruppe
Formé le 1er avril 1936 à Hanovre.

Le 1er avril 1937, le Stab/KG 154 est renommé Stab/KG 157.

Geschwaderkommodore (Commandant de l'escadron) :
| Début          | Fin            | Grade          | Nom                |
| -------------- | -------------- | -------------- | ------------------ |
| 1er avril 1936 | 1er avril 1937 | Oberstleutnant | Johannes Fink (en) |

### I. Gruppe
Formé le 1er mai 1934 à Fassberg et est opérationnel le 1er juillet 1934.

Le I./KG 154 est aussi connu comme Fliegergruppe Fassberg du 1er avril 1934 au 1er avril 1936.
- Stab I./KG 154
- 1./KG 154
- 2./KG 154
- 3./KG 154

Le 1er mai 1937, le I./KG 154 est renommé I./KG 157 avec :
- Stab I./KG 154 devient Stab I./KG 157
- 1./KG 154 devient 1./KG 157
- 2./KG 154 devient 2./KG 157
- 3./KG 154 devient 3./KG 157

Gruppenkommandeure (Commandant de groupe) :
| Début          | Fin            | Grade          | Nom                   |
| -------------- | -------------- | -------------- | --------------------- |
| 1er mai 1934   | 31 mars 1935   | Oberst         | Alfred Keller         |
| 1er avril 1935 | 1er avril 1936 | Major          | Johannes Fink (en)    |
| 1er avril 1936 | 1er avril 1937 | Oberstleutnant | Dr Robert Knauss (de) |

### II. Gruppe
Formé le 1er avril 1936 à Wunstorf avec :

- Stab II./KG 154 nouvellement créé
- 4./KG 154 nouvellement créé
- 5./KG 154 nouvellement créé
- 6./KG 154 nouvellement créé

Le 1er avril 1937, le II./KG 154 est renommé II./KG 157 avec :
- Stab II./KG 154 devient Stab II./KG 157
- 4./KG 154 devient 4./KG 157
- 5./KG 154 devient 5./KG 157
- 6./KG 154 devient 6./KG 157

Gruppenkommandeure :
| Début          | Fin            | Grade          | Nom                          |
| -------------- | -------------- | -------------- | ---------------------------- |
| 1er avril 1936 | 1er avril 1937 | Oberstleutnant | Dipl.Ing. Josef Hilgers (de) |